# Wilhelm Raimund (Cerdanya)

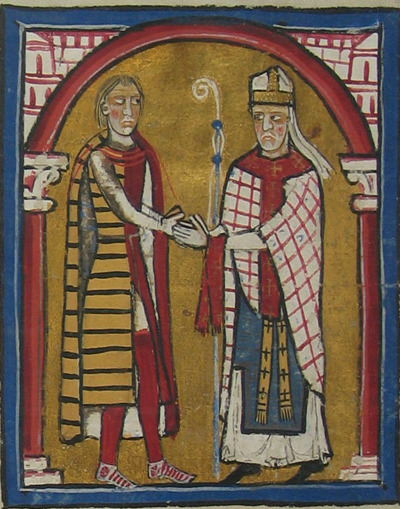
Wilhelm I. (links) mit dem Bischof von Urgell

Wilhelm I. Raymond (katalanisch: Guillem Ramon; okzitanisch: Guilhem Ramon) (* 1068; † 1095) war vom Jahr seiner Geburt bis zu seinem Tod Graf von Cerdanya und Berga, wobei er Berga ein Jahr früher an seinen Sohn Wilhelm-Jordan abtrat.
Er war der Sohn von Raymond I. von Cerdanya, der kurze Zeit nach seiner Geburt starb. Er heiratete Sancha, die Tochter von Ramon Berenguer I., Graf von Barcelona, als sie beide noch sehr jung waren. Wilhelm wurde der Vormund seines Neffen, des späteren Ramon Berenguer III. Er bemühte sich um die Wiederbesiedlung von Teilen seines Herrschaftsgebiets und verkündete den Bewohnern von Villafranca die Charta.
Im Jahr 1094 übertrug er Berga an seine Söhne, und der Älteste, Wilhelm, erbte Cerdanya, als er im Jahr darauf starb.